# International Society of Electrochemistry
L'International Society of Electrochemistry (ISE) è una società scientifica facente parte della IUPAC. Attualmente ha sede a Losanna (Svizzera).
La ISE pubblica a cadenza bimensile la rivista accademica "Electrochimica Acta" (dell'editrice Elsevier), la quale ha raggiunto un fattore di impatto 3.325 nel 2009.

## Storia
Nel 1949 venne fondato il Comiteé International de Cinetique et de Thermodynamique Electrochimique (CITCE) ad opera di diversi scienziati europei, tra cui: Marcel Pourbaix, Pierre Van Rysselberghe, G. Valensi, N. Ibl, T.P. Hoar e J. O'M. Bockris.
Nel 1971 il nome della società fu modificato nell'attuale International Society of Electrochemistry.